# Smoke (série télévisée)
Pour les articles homonymes, voir Smoke.
Ne doit pas être confondu avec The Smoke (série télévisée).
Production
Diffusion
Smoke est une mini-série télévisée américaine créée par l'écrivain Dennis Lehane. Elle s'inspire du podcast Firebug. Elle est diffusée sur Apple TV+ depuis le 27 juin 2025.

## Synopsis
Michell Calderon, une inspectrice de police, fait équipe avec Dave Gudsen, enquêteur spécialisé dans les incendies criminels. Ils s'associent pour stopper deux pyromanes en série qui ravagent la région Nord-Ouest Pacifique.

## Distribution
- Taron Egerton (VF : Cédric Dumond) : Dave Gudsen
- Jurnee Smollett (VF : Déborah Claude) : Michell Calderon
- John Leguizamo (VF : Jérôme Pauwels) : Esposito
- Rafe Spall (VF : Aurélien Raynal) : Steven Burk
- Greg Kinnear (VF : Sacha Petronijevic) : Harvey Englehart
- Ntare Mwine (VF : Thierno Ba) : Freddy Fasano
- Hannah Emily Anderson (VF : Eve Reinquin) : Ashley Gudsen
- Anna Chlumsky (VF : Nayéli Forest) : Dawn Hudson
- Adina Porter (VF : Corinne Wellong) : Brenda Cephus
- Dakota Daulby (VF : Jonathan Potey) : Lee
- Michael Buie : Gerard

## Production
En décembre 2022, il est annoncé que l'écrivain-scénariste Dennis Lehane et l'acteur Taron Egerton vont collaborer à nouveau, après la mini-série Black Bird (2022), pour une nouvelle série pour Apple TV+. Alors intitulée Firebug, l'intrigue s'inspire en partie des crimes commis par John Leonard Orr (en). En mars 2024, Jurnee Smollett et John Leguizamo rejoignent la série, alors que Kari Skogland est engagée pour réaliser et produire la série. En plus de l'un des rôles principaux, Taron Egerton officie également comme producteur délégué, aux côtés de Richard Plepler via Eden Productions, Dan Friedkin et Bradley Thomas pour Imperative Entertainment, Joe Chappelle, Marc Smerling pour Truth Podcasting Corp, Jane Bartelme et Kary Antholis pour Crime Story Media, LLC,,. Joe Chappelle et Jim McKay réalisent plusieurs épisodes. Rafe Spall, Greg Kinnear, Ntare Mwine and Hannah Emily Anderson would be added to the cast in May.
Le tournage débute à Vancouver en mars 2024. Il se déroule également à Maple Ridge.

## Épisodes

### Première saison (2025)
La première saison est constituée de neuf épisodes et diffusée à partir du 27 juin 2025.
1. Pilote (Pilot)
2. Ton bonheur fait mon malheur (Your Happy Makes Me Sad)
3. La couleur du lait (Weird Milk)
4. Fraise (Strawberry)
5. La taille compte (Size Matters)
6. Être un homme (Manhood)
7. Les Sépulcres Blanchis (Whitewashed Tombs)
8. Mercy (Mercy)
9. Miroir, mon beau miroir (Mirror, Mirror)

## Sortie et accueil
En avril, il est annoncé que la série, anciennement titrée Firebug, sera diffusée sous le titre Smoke, sera diffusée dès le 27 juin 2025. Deux épisodes seront disponibles, puis un épisode par semaine jusqu'au 15 août 2025.